# Ghost (gruppo musicale svedese)
I Ghost, inizialmente conosciuti solo negli Stati Uniti anche come Ghost B.C., sono un gruppo musicale heavy metal svedese, formatosi a Linköping nel 2006.
Il loro primo album, Opus Eponymous pubblicato ad ottobre del 2010, è stato nominato al Grammis, un premio musicale svedese, contribuendo ad incrementare la loro popolarità. Il secondo album Infestissumam, che è stato pubblicato nel 2013, ha vinto il Grammis Award nel 2014 per il Miglior album rock. Il terzo album in studio, Meliora, è stato pubblicato nel 2015 ed è subito diventato l'album più venduto in Svezia. Il singolo Cirice, tratto da Meliora, ha vinto il Grammy Award nel 2016 per la Migliore interpretazione metal internazionale. 
L'immagine della band è totalmente incentrata su un look eccentrico e di ispirazione ecclesiastica (in riferimento alla Chiesa cattolica), che prevede sette musicisti dal volto coperto, di cui sei denominati Nameless Ghouls, capeggiati dal leader e cantante denominato Papa Emeritus (Tobias Forge), che ad intervalli di tempo indefiniti abdica e viene sostituito da un Papa Emeritus più giovane.
Nel 2017 cinque membri del gruppo si sono rivelati al pubblico; e quattro di loro hanno citato in causa il loro leader, Papa Emeritus, svelando e rendendo quindi pubblica l’identità di Tobias Forge.

## Storia

### Formazione eOpus Eponymous (2006-2012)

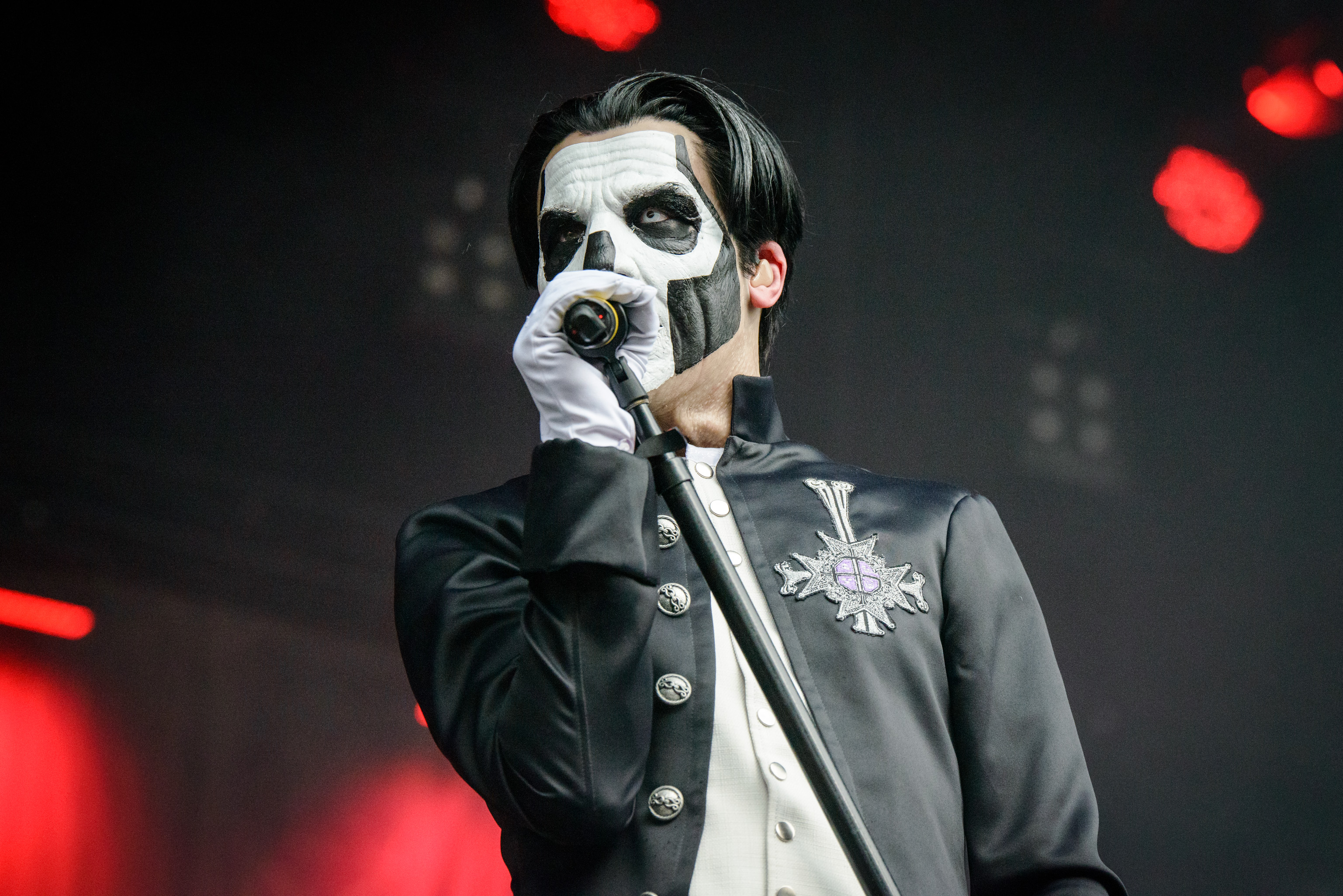
Tobias Forge al Rockavaria 2016

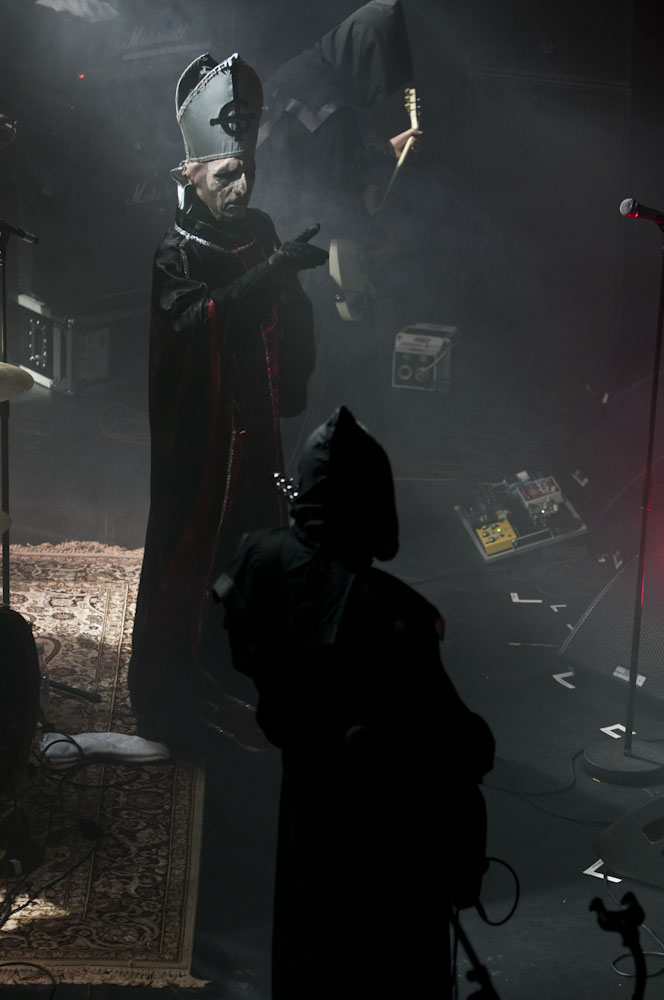
I Ghost in concerto nel 2011

Un Nameless Ghoul ha affermato che i Ghost si sono formati nel 2006, quando tutti i membri erano in un'altra band e lui suonava un riff che in seguito diventò Stand By Him.
I membri hanno tratto spunto dal loro amore per i film horror e le tradizioni del metal scandinavo per rendere particolare lo stile della band.
Nel 2010 hanno pubblicato la loro prima demo di tre tracce, seguita dal singolo in formato 45 giri Elizabeth/Death Knell e, il 10 ottobre, l'album di debutto Opus Eponymous.
In un'intervista condotta da Australian Hysteria Magazine ad un Nameless Ghoul, la band ha dichiarato di aver preso ispirazione da gruppi underground black metal dei primi anni novanta tra i quali Mayhem, Sarcófago e Devil Doll per il loro aspetto cupo ed oscuro.
I Ghost hanno accompagnato il gruppo Paradise Lost durante il Draconian Times MMXI tour nell'aprile del 2011. Nello stesso anno, l'11 giugno, hanno partecipato al Download Festival nel Regno Unito sul Pepsi Max Stage.
La band ha preso parte al Defenders of Faith III Tour con Trivium, In Flames e Rise to Remain nelle date europee. Il 18 gennaio 2012 il gruppo è approdato per la prima volta negli Stati Uniti con il 13 Dates of Doom tour a New York, conclusosi il 2 febbraio a Los Angeles. Tra maggio e aprile del 2012 i Ghost hanno aperto i concerti di Mastodon e Opeth nelle date nordamericane dell'Heritage Hunter Tour.

### Infestissumam(2012-2014)

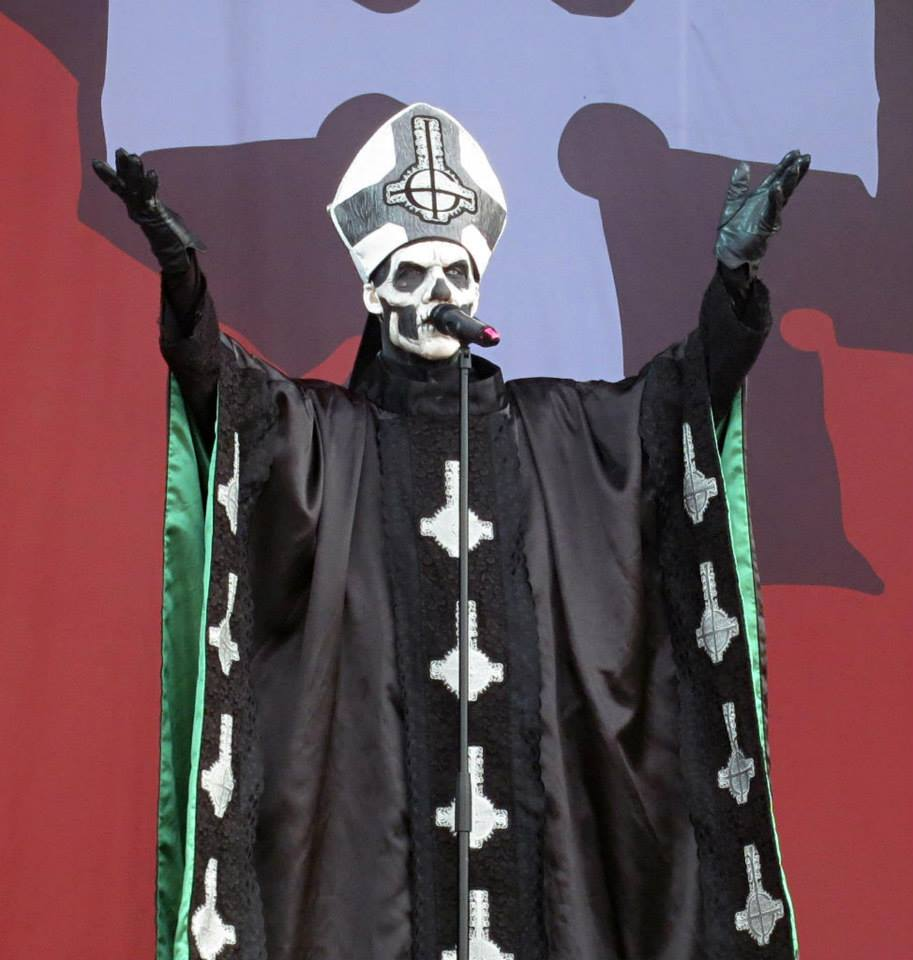
Tobias Forge al Download Festival 2013

Il 15 dicembre 2012, i Ghost hanno suonato nella loro città natale, dove hanno presentato dal vivo il brano Secular Haze, pubblicato online poche ore prima.
Nel gennaio 2013 il gruppo cambia nome, per cause legali negli Stati Uniti, in Ghost B.C.. A proposito del cambio di nome uno dei Nameless Ghoul ha affermato: «B.C. è un gioco di parole per Before Christ, ma è solo un emendamento. [...] La B.C. è silente e, non appena possibile, verrà tolto definitivamente.». Il 12 marzo 2013 sulla pagina Facebook del gruppo i fan hanno potuto ascoltare Year Zero, primo singolo dell'album Infestissumam.
Il 15 febbraio 2013 viene pubblicato il singolo Secular Haze che va ad anticipare il secondo album Infestissumam, pubblicato il 16 aprile. Nel novembre 2013 il gruppo pubblica l'EP If You Have Ghost, prodotto da Dave Grohl.

### Meliora(2015-2017)
Il 10 maggio 2015 il gruppo annuncia la data di pubblicazione di Meliora, terzo album in studio, e la copertina dell'album. Il 29 maggio 2015 viene rivelato l'ingresso nella formazione di Papa Emeritus III. Con l'uscita dell'album, il manager ha annunciato che il gruppo ha ufficialmente abbandonato la denominazione "Ghost B.C.".

Il 16 settembre 2016, il gruppo pubblica l'EP Popestar, contenente il brano inedito Square Hammer, estratto come singolo, e le cover di quattro brani. Grazie all'EP, il 28 febbraio 2017 il gruppo riceve lo Swedish Grammy Award per la categoria Best Hard Rock/Metal.

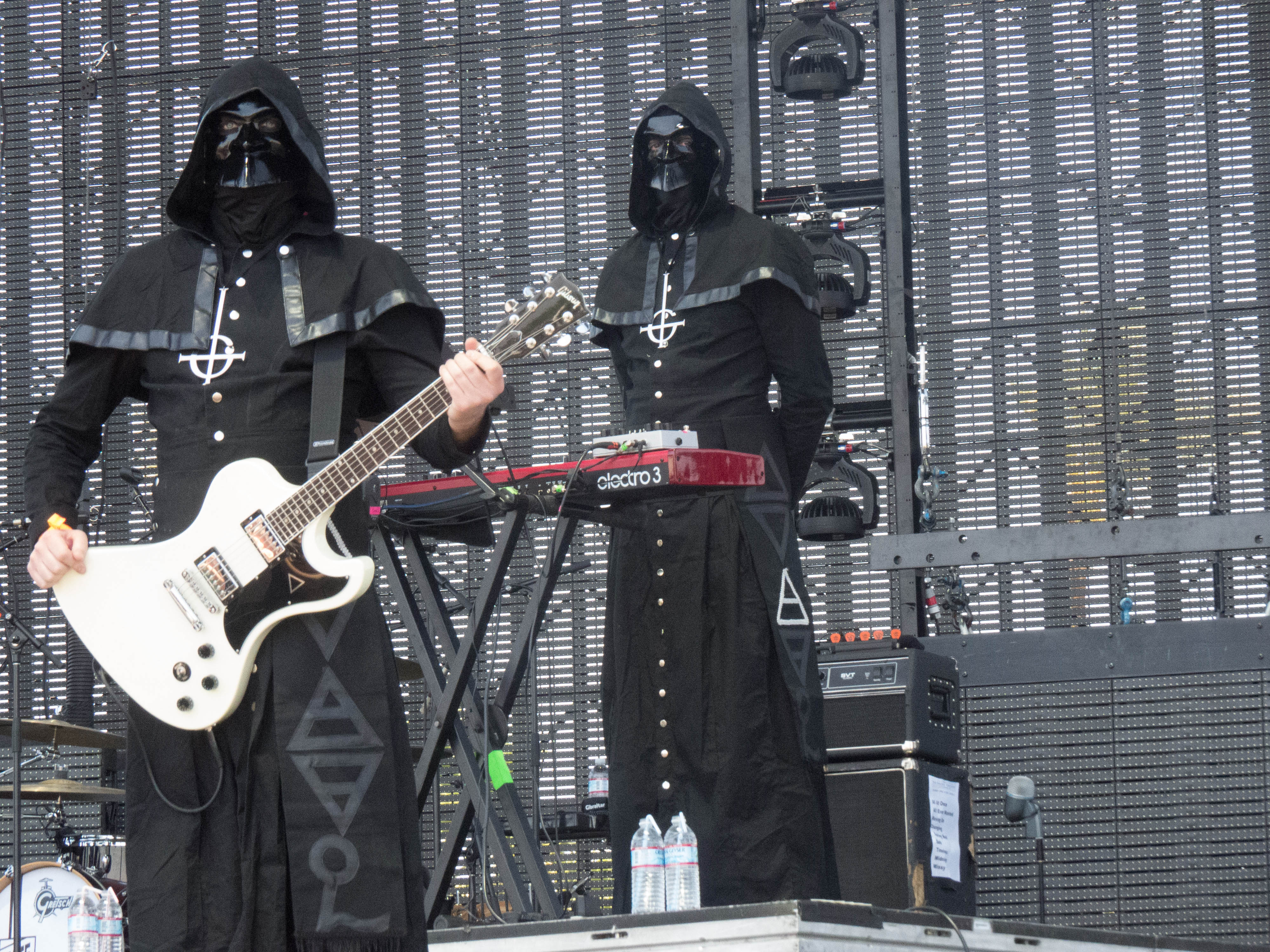
Due Nameless Ghoul al Coachella Valley Music and Arts Festival 2013

Nel marzo 2017 Martin Persner, già membro dei Magna Carta Cartel, rivela in un'intervista di essere stato il Nameless Ghoul Omega e di aver lasciato la band nel luglio 2016. È il primo membro del gruppo ad aver rivelato la propria identità.
Il suo posto è stato preso da Nameless Ghoul Water, che quindi ha cambiato nome in Nameless Ghoul Aether, in quanto quello è l'elemento del chitarrista ritmico è appunto l'etere (aether). Dopo l'inizio del tour europeo per la promozione dell'EP Popestar alcuni ex membri del gruppo sporgono denuncia nei confronti del frontman accusandolo di mancata retribuzione e trattamenti non adeguati, affermando che oramai non si tratta più di un gruppo ma di un progetto solista e prendendo le distanze dalla piega che sta prendendo la band, criticando aspramente Papa Emeritus per il suo comportamento inaccettabile e arrogante. Poche settimane dopo, la risposta ufficiale di Papa Emeritus III costringe il cantante a rivelare la sua identità, confermando le voci che già in passato affermavano che fosse Tobias Forge, ex Subvision e Magna Carta Cartel. Nella risposta Forge afferma che i Ghost non sono mai stati pensati per essere una band e sono sempre stati un progetto solista con lui come unico protagonista e una cerchia di musicisti che dopo qualche tempo venivano sostituiti. Forge afferma però di essere il principale compositore e di avere scritto tutti i testi, le parti di chitarra, basso e batteria, a eccezione di un paio di tracce dove compare il contributo di Martin Persner, ex chitarrista ritmico che però non ha denunciato il cantante svedese. Inoltre sostiene non ci sia mai stato alcun legame legale tra lui e gli ex-membri.

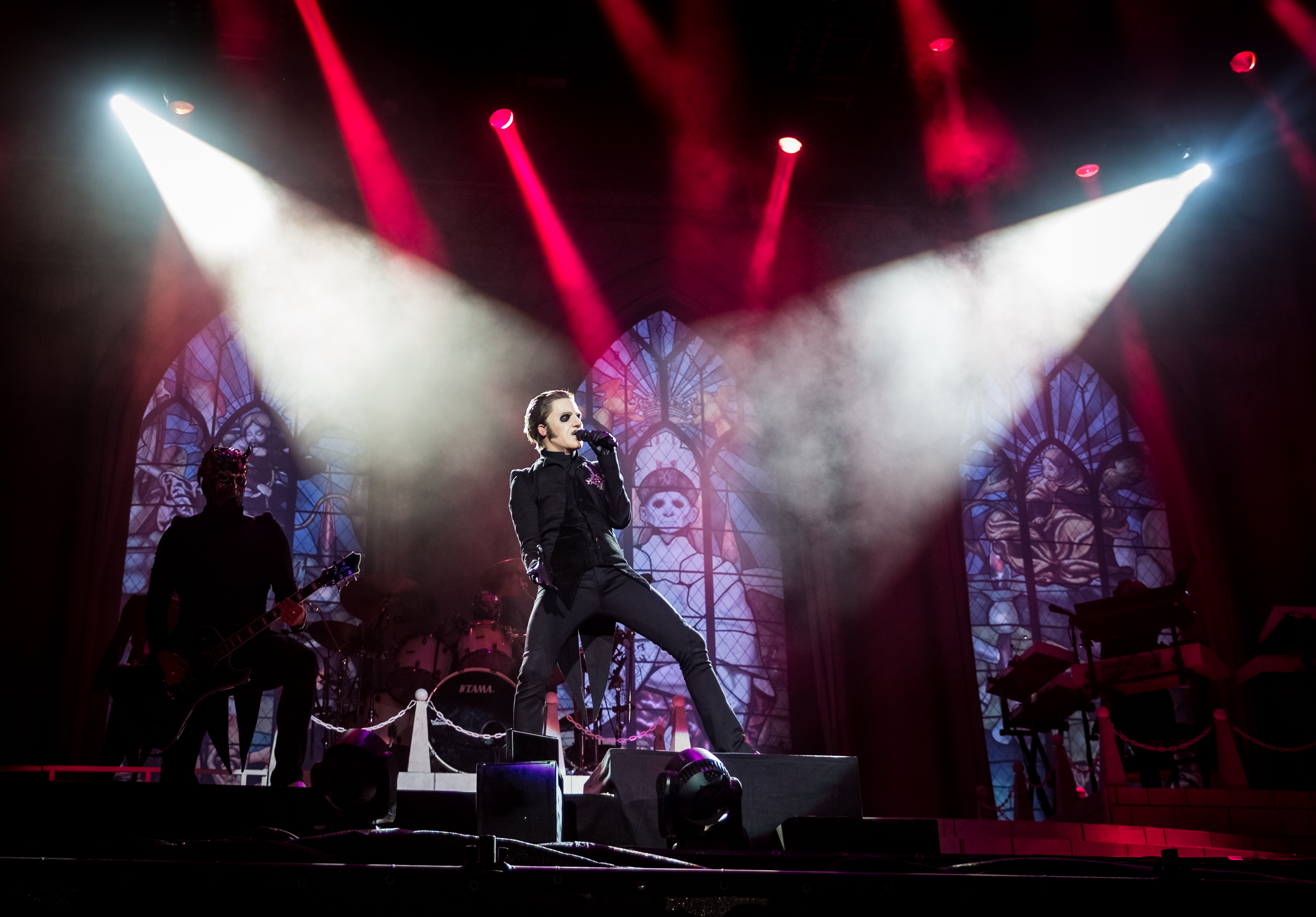
I Ghost si esibiscono al Wacken Open Air nel 2018

### Prequelle(2018-2021)
Il 13 aprile 2018 i Ghost hanno pubblicato il singolo Rats insieme al relativo video musicale, rappresentando la prima uscita volta ad anticipare il quarto album in studio del gruppo. Questo segnò la prima uscita della band con il loro "nuovo" frontman Cardinal Copia; poco tempo dopo è stato annunciato l'ingresso del sassofonista Papa Nihil, estendendo di fatto la formazione a un settetto. L'album, intitolato Prequelle, è stato distribuito il 1º giugno 2018. Un secondo brano, Dance Macabre, è stato pubblicato prima dell'album il 17 maggio e in seguito è stato pubblicato come secondo singolo dell'album.
Per promuovere l'album, i Ghost hanno iniziato il Rats! in tournée negli Stati Uniti dal 5 maggio al 1 giugno. La band è stata un atto di apertura per Guns N 'Roses a Oslo, in Norvegia, il 19 luglio 2018.

I Ghost hanno iniziato il A Pale Tour Named Death a Londra, in Inghilterra, alla Royal Albert Hall il 9 settembre 2018. Un tour nordamericano con lo stesso nome è iniziato più tardi nell'autunno di quell'anno con due spettacoli nell'arena principale a Los Angeles e New York City. Un tour europeo dell'inizio del 2019 con lo stesso nome è stato annunciato il 10 settembre 2018. Nel marzo 2019 la band si è esibita in Australia e in Giappone come parte del Download Festival. Il gruppo è stato successivamente annunciato come atto di apertura del WorldWired Tour dei Metallica da maggio ad agosto 2019. Un secondo tour in Nord America è stato annunciato il 1º aprile 2019, con Nothing More come supporto. Un tour europeo alla fine del 2019 con All Them Witches and Tribulation è stato annunciato l'8 luglio 2019.

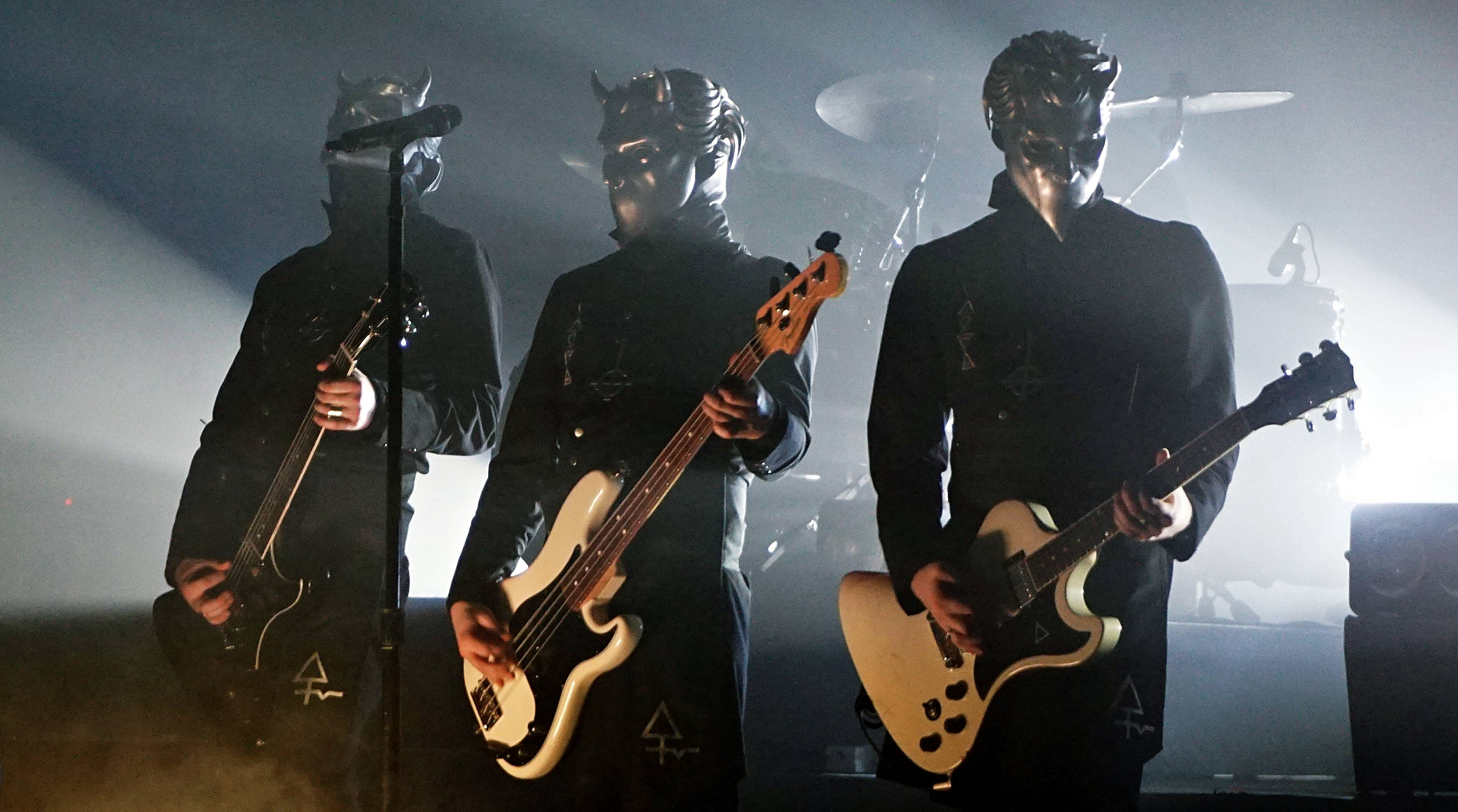
Tre Nameless Ghoul al Newcastle 2015

La band ha pubblicato il suo secondo video musicale dell'album per la canzone "Dance Macabre" il 17 ottobre 2018. Un terzo video musicale, Faith, è stato reso disponibile il 20 dicembre 2018 dopo la prima tappa nordamericana della band durante il tour.
A settembre 2019 i Ghost hanno annunciato l'EP Seven Inches of Satanic Panic, composto dai brani Kiss the Go-Goat e Mary on a Cross e uscito il 13 settembre 2019 tramite Universal Records. Un video per Kiss the Go-Goat è stato reso disponibile nella mezzanotte del 12 settembre sul loro canale YouTube e su Vevo.
Il pezzo Mary on a Cross ha riscosso un ottimo successo commerciale dopo essere diventato virale su TikTok nell'estate 2022, a tre anni dall'uscita di Seven Inches of Satanic Panic. La canzone è infatti diventata il primo singolo dei Ghost a entrare nella Billboard Hot 100 (alla posizione 90) nel settembre 2022.
Nel marzo 2020, in occasione del concerto finale del loro tour, a Città del Messico, viene rappresentata la morte per un malore di Papa Nihil e Cardinal Copia viene "nominato" Papa Emeritus IV, presentandosi in abito corale e con un corpse paint in volto.
Il 30 settembre 2021 esce il singolo Hunter's Moon, per promuovere il film Halloween Kills, la cui colonna sonora include la canzone.

### Impera(2022-2024)
Il 20 gennaio 2022, con l'uscita del singolo Call Me Little Sunshine, i Ghost annunciano l'uscita del quinto album Impera, previsto per l'11 marzo dello stesso anno. Il 4 marzo è invece stato presentato come secondo singolo Twenties.
Il 21 giugno 2024 pubblicano il nuovo singolo The Future Is A Foreign Land, estratto dalla colonna sonora del film/concerto Rite Here Rite Now.

### Skeletá(2025-in corso)
Il 5 marzo 2025, dopo un evento dal vivo intitolato V Is Coming, viene pubblicato il singolo Satanized, nel cui video musicale viene presentato Papa V Perpetua,  e viene annunciata la data di pubblicazione dell'album Skeletá, previsto per il 25 aprile successivo. L'11 aprile 2025 viene pubblicato un altro singolo dall'album, Lachryma.

## Influenze
Per quanto riguarda la loro peculiare immagine, i Ghost hanno tratto ispirazione da gruppi e cantanti come Queen, Kiss, Mayhem, David Bowie, Alice Cooper, Mercyful Fate, Pink Floyd, Death SS e in generale dal cinema dell'orrore e dalla tradizione del metal scandinavo.
Musicalmente, invece, le principali influenze del gruppo si possono individuare nel rock classico anni '70 dei Blue Öyster Cult, nel doom metal dei Black Sabbath e dei Candlemass ma anche nello stile degli ABBA; i membri hanno affermato che anche band come Metallica, Slayer e il thrash metal in generale hanno contribuito al loro processo di formazione.
Il 24 aprile 2017, in un'intervista al sito spaziorock.it, il leader Papa Emeritus III precisa che il gruppo ha tratto ispirazione anche dal sound del prog italiano degli anni '70.

## Controversie
Il tema satanico dei Ghost si è rivelato problematico per il gruppo, specialmente negli Stati Uniti. Durante la registrazione di Infestissumam a Nashville, nel Tennessee, non sono stati in grado di trovare cantanti corali che avrebbero cantato i loro testi, costringendoli a registrare le parti a Hollywood. Il gruppo non è stato in grado di trovare un produttore discografico negli Stati Uniti per la stampa dell'album, perché presentava opere d'arte che mostravano nudità, il che ha comportato un ritardo nella pubblicazione dell'album. Quando un intervistatore ha suggerito che la musica della band era diventata più "radio-friendly" e che erano stati accettati nel mainstream americano, un Nameless Ghoul ha risposto che negli Stati Uniti la loro musica era bandita dai principali negozi della catena, la maggior parte degli spettacoli televisivi andavano in onda a tarda notte e la maggior parte delle stazioni radio commerciali non trasmetteva la loro musica. Disse: "Quindi, sì, l'America tradizionale ci sta assolutamente dando il benvenuto con le gambe aperte". Durante un'intervista con Loudwire nell'ottobre 2015, un membro della band dichiarò che a partire dal 2015 gli Stati Uniti erano diventati più accettanti della loro musica e delle loro immagini, ulteriormente evidenziati dalla loro apparizione come ospiti musicali principali al The Late Show il 30 ottobre 2015, durante un episodio di Halloween a tema, questa è stata la prima apparizione televisiva in diretta dei Ghost negli Stati Uniti.
Il ristorante a tema heavy metal di Chicago Kuma's Corner ha aggiunto un hamburger chiamato "The Ghost" al suo menu in omaggio ai Ghost. La sua ricetta include spalla di capra, riduzione di vino rosso e ostia. Un blogger di cibo cattolico locale ha riconosciuto che mentre l'ostia non consacrata non è l'Eucaristia, è ancora simbolico e che "è una beffa di qualcosa che è santo". Il proprietario del ristorante ha riconosciuto la controversia e ha dichiarato di rispettare la religione rifiutando di rimuovere l'hamburger, citando il Primo Emendamento. Per dimostrare il suo rispetto per le opinioni opposte, ha anche donato $1.500 a organizzazioni benefiche cattoliche dell'Arcidiocesi di Chicago.

## Formazione

### Formazione attuale
- Tobias Forge[54] – voce
  - Papa Emeritus I (2008-2012)
  - Papa Emeritus II (2012-2015)
  - Papa Emeritus III (2015-2017)
  - Cardinal Copia (2018-2020)
  - Papa Emeritus IV (2020-2024)
  - Papa V Perpetua (2025-presente)
- Papa Emeritus Zero/Papa Nihil - sassofono (2017-presente)
- Nameless Ghoul Phantom  (Randy Moore) – chitarra ritmica (2023-presente)
- Nameless Ghoul Sodo/Dewdrop/Dew  (Per Eriksson) – chitarra solista (2017-presente)
- Nameless Ghoul Rain (Cosmo Sylvan) – basso (2017-presente)
- Nameless Ghoul Swiss (Justin Taylor) - Cori Chitarra tamburello (2017-presente)
- Nameless Ghoul Earth/Mountain  (Hayden Scott) – batteria (2017-presente)
- Nameless Ghoulette Cirrus (Laura Scarborough) – tastiera, cori (2017-presente)
- Nameless Ghoulette Cumulus (Mad Gallica) – tamburello e cori
- Nameless Ghoulette Sunshine (Sophie Amelkin) - tamburello e cori (2022-momentaneamente sospesa)
- Nameless Ghoulette Aurora (Olivia Morreale/ Princess Liv) - tamburello e cori (2023-presente)

### Ex componenti
- Chris Catalyst (Nameless Ghoul Aether) - chitarra ritmica (2017- 2022)
- Martin Persner (Nameless Ghoul Omega Ω) – chitarra ritmica (2008-2016)
- Simon Söderberg (Nameless Ghoul Alpha )[54] – chitarra solista (2008-2016)
- Gustaf Lindström (Nameless Ghoul Water ) – basso (2009-2011)
- Rikard Ottoson (Nameless Ghoul Water ) – basso (2011-2013)
- Gustaf Henrik Palm (Nameless Ghoul Aether )[54] – basso (2015-2016)
- Megan Thomas (Nameless Ghoul Aether ) – basso (2016)
- Mauro Alan Rubino (Nameless Ghoul Air )[54] – tastiera (2011-2016)
- Aksel Olof Holmgren (Nameless Ghoul Earth ) – batteria (2010-2014)
- Martin Hjertstedt (Nameless Ghoul Earth )[54] – batteria (2014-2016)

#### Significato
I membri del gruppo imitano la Chiesa cattolica romana, ma hanno invertito l'immagine per l'adorazione di Satana invece della Santissima Trinità. Dal 2010 al 2017, gli strumentisti della band, denominati "Nameless Ghouls", hanno rappresentato ciascuno uno dei cinque elementi; fuoco, acqua, vento, terra ed etere, e indossavano il loro rispettivo simbolo alchemico sui loro strumenti. Con l'album Meliora ogni Ghoul senza nome aveva tutti e cinque i simboli elementali ricamati sul petto destro dei loro costumi, con il simbolo elementale che rappresenta il singolo Ghoul evidenziato per mostrare l'identità di chi lo indossa. Nel 2018, la line-up della band è stata ampliata per includere un terzo chitarrista, due tastieriste chiamate "Ghoulettes" e Papa Nihil al sassofono.

### Papa emerito
Il cantante del gruppo di solito interpreta il personaggio mascotte della band, un prete satanico noto come Papa Emerito. Ci sono stati quattro diversi personaggi che prendono il nome di Papa Emeritus. Hanno accolto per la prima volta il secondo Papa Emerito il 12 dicembre 2012, a Linköping. Il 3 giugno 2015, il secondo Papa Emeritus ha dato il benvenuto a suo fratello minore come nuovo Papa Emerito a Linköping dopo essere stato "licenziato" a causa del suo incarico di rovesciare governi e chiese. Papa Emeritus II e Papa Emeritus III hanno dichiarato di avere solo una differenza di età di 3 mesi. Il 30 settembre 2017 durante uno spettacolo a Göteborg, Papa Emeritus III è stato trascinato fuori dal palco da due uomini, che hanno poi accompagnato un nuovo personaggio, Papa Emeritus 0, sul palco per presentare il prossimo capitolo della band. Papa Emeritus 0 è raffigurato come significativamente più vecchio dei precedenti Papas, facendo uso di un deambulatore e di una bombola di ossigeno mentre cammina sul palco. Il 19 gennaio 2018, la band ha condiviso un video che presenta un personaggio, implicito essere Papa Emeritus IV, ascoltando Ceremony and Devotion su nastro a 8 tracce mentre criticando le capacità vocali di Papa Emeritus III. Il volto del personaggio è nascosto fuori dallo schermo, ma viene mostrato che indossa paramenti rossi simili a un prete cardinale. Tutte le versioni di Papa Emeritus sono in realtà lo stesso cantante.
Peter Hällje, ex compagno di band dell'ex membro dei Ghost Martin Persner, affermò di aver progettato il personaggio di Papa Emeritus nel 2005, prima della formazione dei Ghost. Hällje non si è mai esibito come Papa Emeritus e ha concordato con Persner di lasciargli usare il personaggio per la sua nuova band. La sua richiesta fu successivamente confermata da Forge.

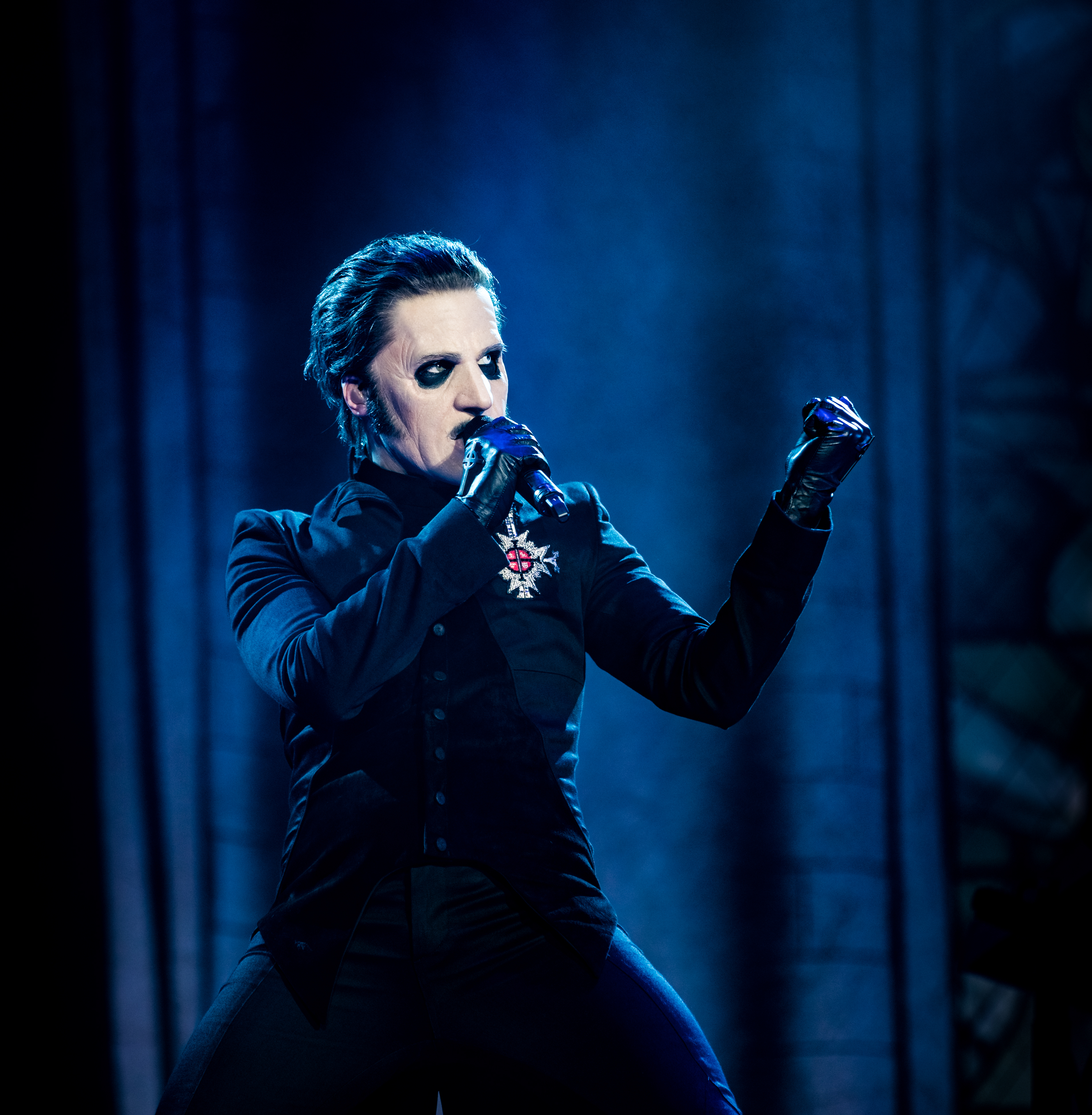
Il cardinale Copia si esibisce nel 2018

### Cardinale Copia
Nell'aprile 2018, è stato rivelato che il "nuovo leader" dei Ghost sarebbe stato il cardinale Copia, che ha fatto il suo debutto dal vivo con il gruppo in uno spettacolo acustico privato il 6 aprile; non fa parte del lignaggio di Papa Emeritus. Invece, Forge descrisse la situazione come Star Wars; "Ci sono sempre due, maestri e apprendisti...e se uno fa bene il suo lavoro, allora può guadagnarsi la vernice per il viso."
In promozione per il loro tour negli Stati Uniti del 2018, un video ha mostrato che Papa Emerito da uno a tre era stato ucciso e che i loro corpi erano stati imbalsamati. In un'intervista del mese successivo, Forge dichiarò che, a differenza dei precedenti frontmen dei Ghost, il Cardinale Copia dovrebbe rimanere in giro per circa cinque anni. La band ha anche dato il benvenuto a Papa Nihil, il primo membro della band oltre a Forge a ricevere il nome di un personaggio. Originariamente introdotto come Papa Emeritus Zero, Nihil è l'antenato di tutti i precedenti personaggi di Papa Emeritus e, dopo le "morti" dei suoi discendenti, l'unico sopravvissuto al lignaggio di Papa Emeritus che conosciamo.

### Identità
L'anonimato è una delle principali caratteristiche dei Ghost; i membri non hanno rivelato pubblicamente i loro nomi e i cinque strumentisti del gruppo sono indicati solo come "Nameless Ghouls". Durante i firma-copie i Nameless Ghouls per firmare la merce timbrano il loro simbolo alchemico individuale, mentre il Papa Emeritus con il suo nome d'arte o le lettere "PE". Un Ghoul ha detto che l'idea che i membri della band restino anonimi per attirare l'attenzione è un equivoco e che l'idea era quella di rimuovere la loro personalità per consentire al pubblico di concentrarsi sull'opera stessa. Ha anche detto: "Se la musica non fosse stata rock, non penso che la gente sarebbe diventata nostra seguace solo per il nostro aspetto". Nel 2011 un Nameless Ghoul ha dichiarato: "Siamo spesso scambiati per roadies, il che è utile. Siamo stati quasi cacciati da luoghi in cui abbiamo suonato. Dimenticare il nostro pass per il backstage è un grosso problema". All'inizio del 2012 un membro della band disse che gli piaceva essere un individuo e che poteva facilmente "uscire dalla bolla" quando voleva. Nel maggio 2013 un Ghoul ha rivelato di aver iniziato a rivelare la propria appartenenza al gruppo ai suoi amici e familiari "per la pace della casa".
In un'intervista dell'agosto 2013 con Jack Osbourne per Fuse News, un membro della band ha dichiarato che Dave Grohl si è travestito da Nameless Ghoul e si è esibito segretamente con i Ghost. Nell'aprile 2014 un Nameless Ghoul ha rivelato che il gruppo ha avuto diversi cambi nel corso degli anni.

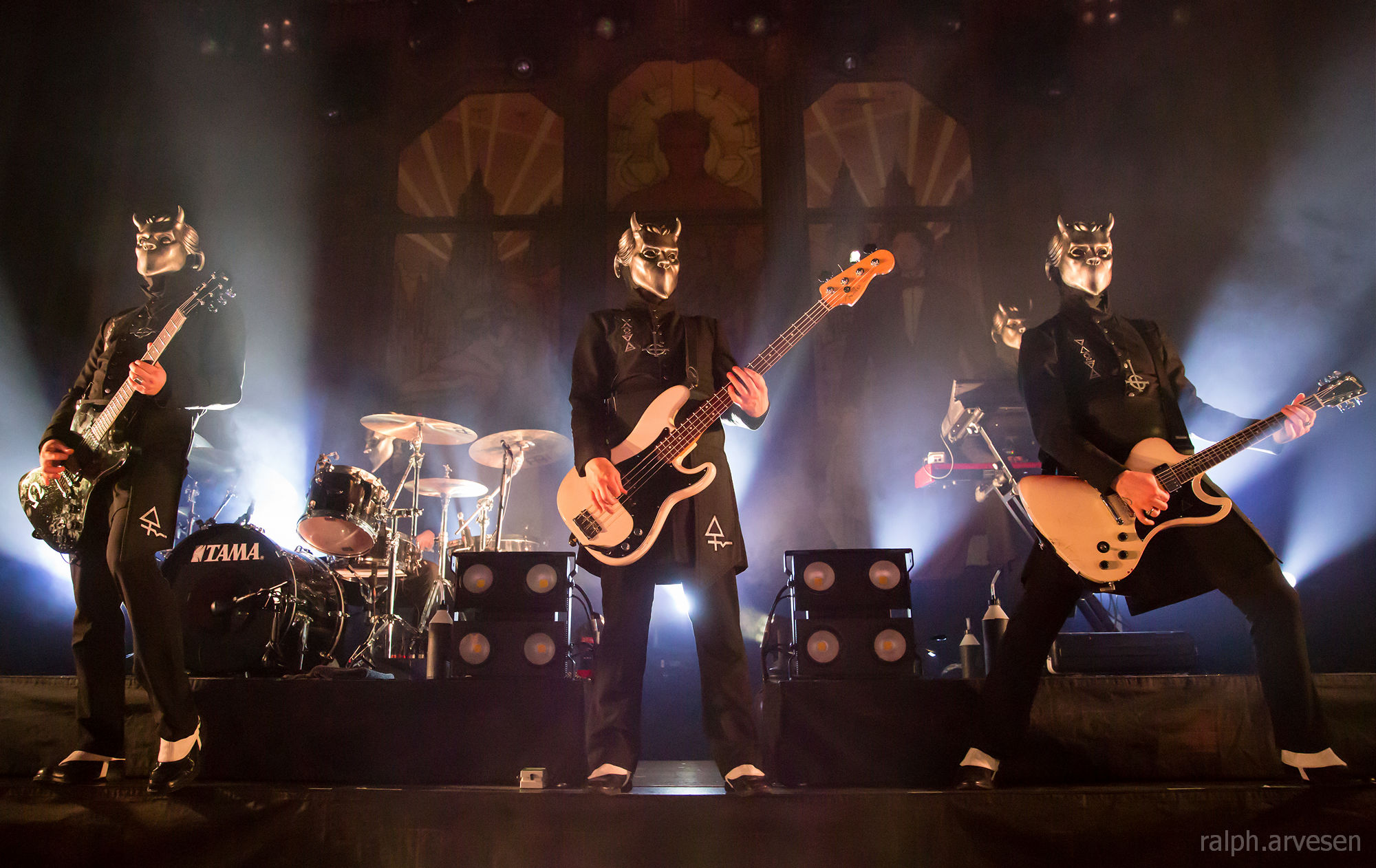
I Nameless Ghouls si esibiscono ad Austin, Texas, nel 2016

Si dice che la Swedish Performing Rights Society abbia Tobias Forge, come cantante delle band svedesi Subvision e Repugnant ed ex chitarrista dei Crashdïet (usando l'alias Mary Goore negli ultimi due), accreditato con le canzoni come "A Ghoul Writer". Tutte le canzoni della band sono attribuite a "A Ghoul Writer", inducendo la gente a sospettare che Forge fosse Papa Emerito. Il database online per la società statunitense di diritti di esecuzione ASCAP, quando il nome Tobias Forge è entrato nella sua casella di ricerca, ha rivelato tutte le canzoni originali dei Ghost (anche se molte tracce usano lo pseudonimo "A Ghoul Writer" nel database stesso). A quel tempo, i Ghost dichiararono che non avrebbero commentato alcuna voce sulla loro identità. A seguito di una causa nel 2017, è stata rivelata l'identità di Forge come Papa Emerito.
Nel marzo 2017, il musicista svedese Martin Persner della band Magna Carta Cartel ha affermato in un breve video clip di essere stato il chitarrista ritmico, noto anche come Omega, dal 2009 a luglio 2016. Ciò ha segnato la prima volta che qualcuno si è identificato pubblicamente come un membro dei Ghost. Alcuni mesi prima dell'annuncio di Persner, la band reclutò un nuovo bassista che era sospettato di essere il bassista dei Lez Zeppelin (una band tributo ai Led Zeppelin composto da sole donne), Megan Thomas, successivamente confermato da Forge. Una causa contro Forge nell'aprile 2017 per conto di quattro membri del passato ha rivelato i loro nomi, così come i nomi di molti altri membri del passato. Alla domanda sul cambio completo della formazione alla fine del 2016, Forge ha dichiarato che i Ghost "erano sempre una specie di... Bathory, dove c'erano persone che suonavano dal vivo, e le persone che suonavano dal vivo non erano necessariamente le stesse che suonavano nei dischi." La causa fu respinta dal tribunale il 17 ottobre 2018.

## Discografia

### Album in studio
- 2010 – Opus Eponymous
- 2013 – Infestissumam
- 2015 – Meliora
- 2018 – Prequelle
- 2022 – Impera
- 2025 – Skeletá

### Album dal vivo
- 2017 – Ceremony and Devotion
- 2024 – Rite Here Rite Now

### EP
- 2013 – If You Have Ghost
- 2016 – Popestar
- 2019 – Seven Inches of Satanic Panic
- 2023 – Phantomime

### Singoli
- 2010 – Elizabeth
- 2013 – Secular Haze
- 2013 – Year Zero
- 2015 – Cirice
- 2015 – From the Pinnacle to the Pit
- 2015 – Majesty
- 2016 – Square Hammer
- 2017 – He Is
- 2018 – Rats
- 2018 – Dance Macabre
- 2018 – Faith
- 2019 – Seven Inches of Satanic Panic
- 2021 – Hunter's Moon
- 2022 – Call Me Little Sunshine
- 2022 – Twenties
- 2022 – Spillways
- 2023 – Jesus He Knows Me
- 2023 – Phantom of the Opera
- 2023 – Stay
- 2024 – The Future Is a Foreign Land
- 2025 – Satanized
- 2025 – Lachryma
- 2025 – Peacefield

### DVD & Blu-Ray
- 2024 – Rite Here Rite Now (Live)

## Riconoscimenti
Grammy Award
- 2016 – Miglior interpretazione metal (Cirice)[78]

Swedish Grammis
- 2014 – Best Hard Rock/Metal (Infestissumam)[79]
- 2016 – Best Hard Rock/Metal (Meliora)[80]
- 2017 – Best Hard Rock/Metal (Popestar)[20]